# Erand Hoxha (piłkarz)
Erand Hoxha (ur. 25 kwietnia 1985 w Kavajë) – albański piłkarz.